# (16463) Nayoro
(16463) Nayoro est un astéroïde de la ceinture principale.

## Description
(16463) Nayoro est un astéroïde de la ceinture principale. Il fut découvert le 2 mars 1990 à Kitami par Kin Endate et Kazuro Watanabe. Il présente une orbite caractérisée par un demi-grand axe de 2,54 UA, une excentricité de 0,30 et une inclinaison de 7,4° par rapport à l'écliptique.

## Compléments